# مفتاح (استان بلیده)
مفتاح (به عربی: مفتاح) یک شهرداری در الجزایر است که در استان البلیده واقع شده‌است.
 مفتاح  ۵۲٬۵۲۱ نفر جمعیت دارد.